# Jordi Pol i Cullell
Jordi Pol i Cullell (Barcelona, 1949) és un fotògraf català.
De formació autodidacta, va començar a documentar la ciutat de Barcelona durant les dècades de 1970 i 1980. El 1979 va començar a col·laborar amb el Centre Internacional de Fotografia Barcelona, des d'on va documentar bona part dels barris de la Ribera i del Raval de Barcelona, fent el que es coneix com a «fotografia de carrer». Entre l'any 1990 i 2000 va ser el director de l'Espai de fotografia Francesc Català-Roca, que estava ubicat a la Casa Golferichs. Des d'aquest espai va organitzar exposicions de fotògrafs catalans de renom com ara Agustí Centelles, Leopold Pomés, Xavier Miserachs, Oriol Maspons, Josep Maria Alguersuari o Colita. Colita el va definir com un un «gat de carrer», expert a trobar «el moment precís en el lloc adequat», i descrivia així la seva tècnica: «T’apropes molt a la gent, treballes enganxat al tema com una paparra al seu gos; no hi ha fotos "robades" amb teleobjectius i zooms, només la teva Leica amb un honest 35 i, com a luxe, un 21 mm.»

## Premis i reconeixements
- 1969 - Premi Ramón Dimas per un reportatge aparegut a la revista Destino.[3]

## Fons personal
El 2019 va donar tot el seu arxiu personal de fotografies, que comptava amb més de trenta mil negatius i fulls de contacte, tiratges i objectes relacionats amb la fotografia, a l'Arxiu Fotogràfic de Barcelona. El desembre de 2022 es va inaugurar una exposició commemorativa al mateix arxiu amb el títol Jordi Pol. Entre la multitud, que va estar oberta al públic fins l'abril de 2023.